# Església de San Miguel Arcángel
L'església de San Miguel Arcàngel és un temple gòtic-renaixentista construït majorment en el segle xiv, emplaçat en el costat sud del casc vell de la ciutat de Vitòria, (Àlaba, País Basc, Espanya).

## Història
Va ser aixecada a la fi del segle xiv en el vessant meridional del pujol de la primitiva Vitòria, fora dels seus murs i de la porta de San Bartolomé. Ocupa segurament el mateix lloc de l'església juradera dedicada també a Sant Miquel, que esmenta i situa a les portes de la vila el document del fur fundacional concedit pel rei navarrès Sancho VI el Savi en 1181. L'església treu el cap al carrer Mateo Moraza i domina les places de la Verge Blanca i del General Loma, centres vitals de la ciutat, i la seva factura majorment gòtica contrasta amb el conjunt de construccions neoclàssiques que discorren als seus peus.
Bé d'Interès Cultural (BIC), és Monument Històric-Artístic Nacional des de 1995.

## Descripció

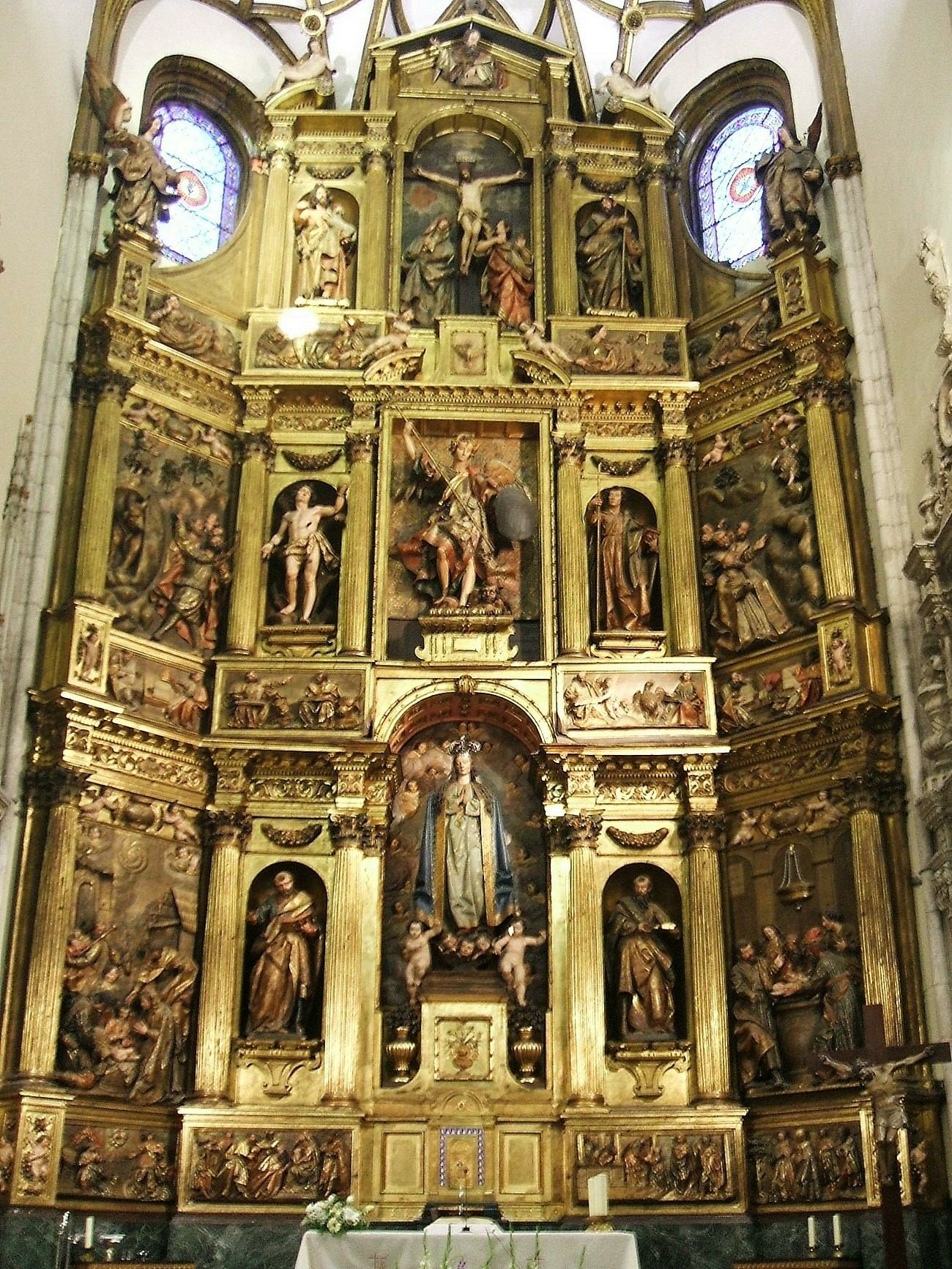
Retaule major.

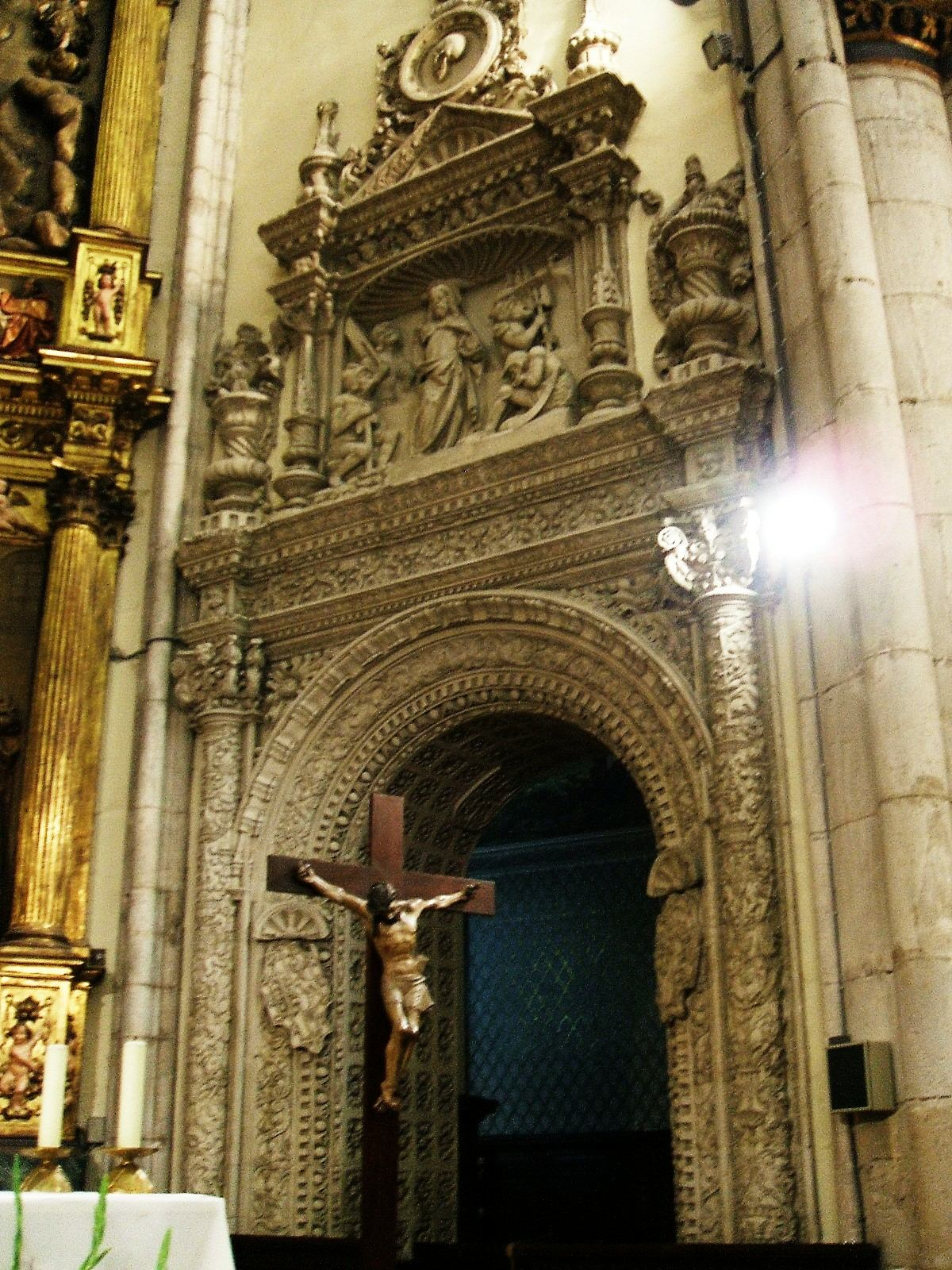
Sepulcre presbiteral dels Arriaga.

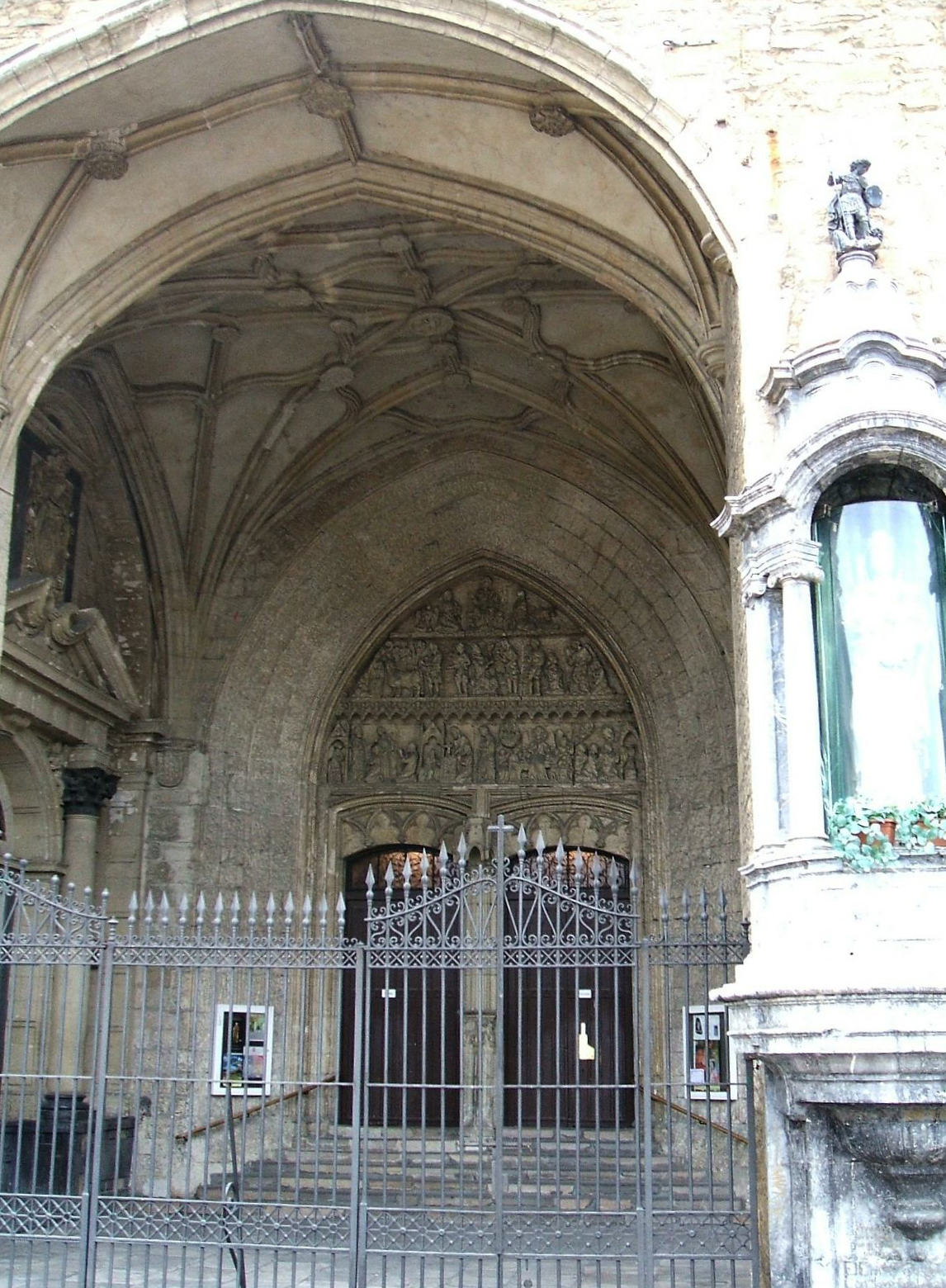
Pòrtic de l'església.

Es tracta d'un temple de planta rectangular amb tres naus desiguals de quatre trams, capçalera vuitavada i dues capelles absidals laterals. En el mur esquerre s'obren tres capelles i un local de dues plantes. En el mur dret s'obren quatre capelles, la porta principal amb el seu pòrtic i la sagristia. Les voltes són de creueria complexa, en particular la que cobreix la Capella Major, amb nervadures i claus pintades en or, igual que les ogives dels arcs perpianys, i plementeries enjalbegades, com els llenços de paret que separen les naus, sobre els arcs formerers.
En l'hastial, gairebé tapat per habitatges adossats i al costat de la torre, s'observa un altre accés al temple, avui fora d'ús, l'anomenada Porta del Solar, a la qual s'accedeix per una estreta escalinata des del carrer Correria. En l'exterior de l'absis semihexagonal, orientat al Palau de Villa Suso i a la plaça del Machete, pot veure's encara el nínxol enreixat que guardava el matxet sobre el qual jurava el síndic, davant el poble, vetllar pels interessos de la ciutat.
Diverses èpoques constructives componen la fàbrica de San Miguel. De la part més antiga, gòtica de finals del segle xiv a principis del xv, es conserven els suports del primer tram i la portada principal parcialment mutilada, la part millor de la qual conservada és el timpà disposat en tres faixes, les dues inferiors centrades en escenes tradicionals de Sant Miquel i la superior mostrant la manifestació gloriosa del Pare donant al món a Crist Redemptor, flanquejat per la Mare de Déu i Sant Joan orants. Avançat el segle xv i dins de l'anomenat gòtic basc es van aixecar les columnes rodones amb capitell en collarí, les voltes i l'esmentada Porta del Solar.
Platerescs, de principis del segle xvi, són el cor, el pòrtic i un arc sepulcral en la Capella Major, amb el mausoleu de la família Arriaga. De mitjans del segle xvi és la mateixa Capella Major. A la fi d'aquesta centúria es va construir la torre, una estructura prismàtica que remata un chapitel amb llanterna hexagonal ja barroc, del segle xviii, obra de Valerio de Ascorbe i molt semblant al de la propera església de Sant Pere Apòstol, aixecat pel mateix artista.
La part més remarcable de l'interior és sens dubte el retaule major, magnífica obra del barroc primitiu de Gregorio Fernández, que ho va realitzar entre 1624 i 1632. Presideix la maçoneria sobredaurada de tres cossos i cinc carrers una imatge de la Puríssima amb el mantell caigut sobre les seves espatlles i les mans juntes en el centre, a l'estil de les Immaculades castellanes de la primera meitat del segle xvii,. En els cossos superiors es distribueixen escenes de Sant Miquel flanquejant la imatge del titular i el grup escultòric del Calvari. Anteriorment a aquest retaule barroc van existir un de gòtic i un altre renaixentista contractat per Lope de Larrea i Juan de Anchieta i que mai va arribar a acabar-se. Dos relleus d'aquest retaule inacabat es conserven en la sagristia.
El pòrtic actual és del segle xvi i se superposa a la fàbrica anterior. Cobert per volta de creueria estavellada tardgòtica, s'accedeix al mateix per una àmplia escalinata i a través de dos grans arcs bessons, lleugerament apuntats. El conjunt s'obre a la plaça de la Verge Blanca, patrona de la ciutat de Vitòria, la imatge de la qual s'acull en una forta fornícula de marbre entre els dos arcs d'accés. La fornícula és del segle xviii i la talla és un embalum gòtic de pedra policromada amb la Verge en majestat sostenint al Nen.

## Galeria fotogràfica

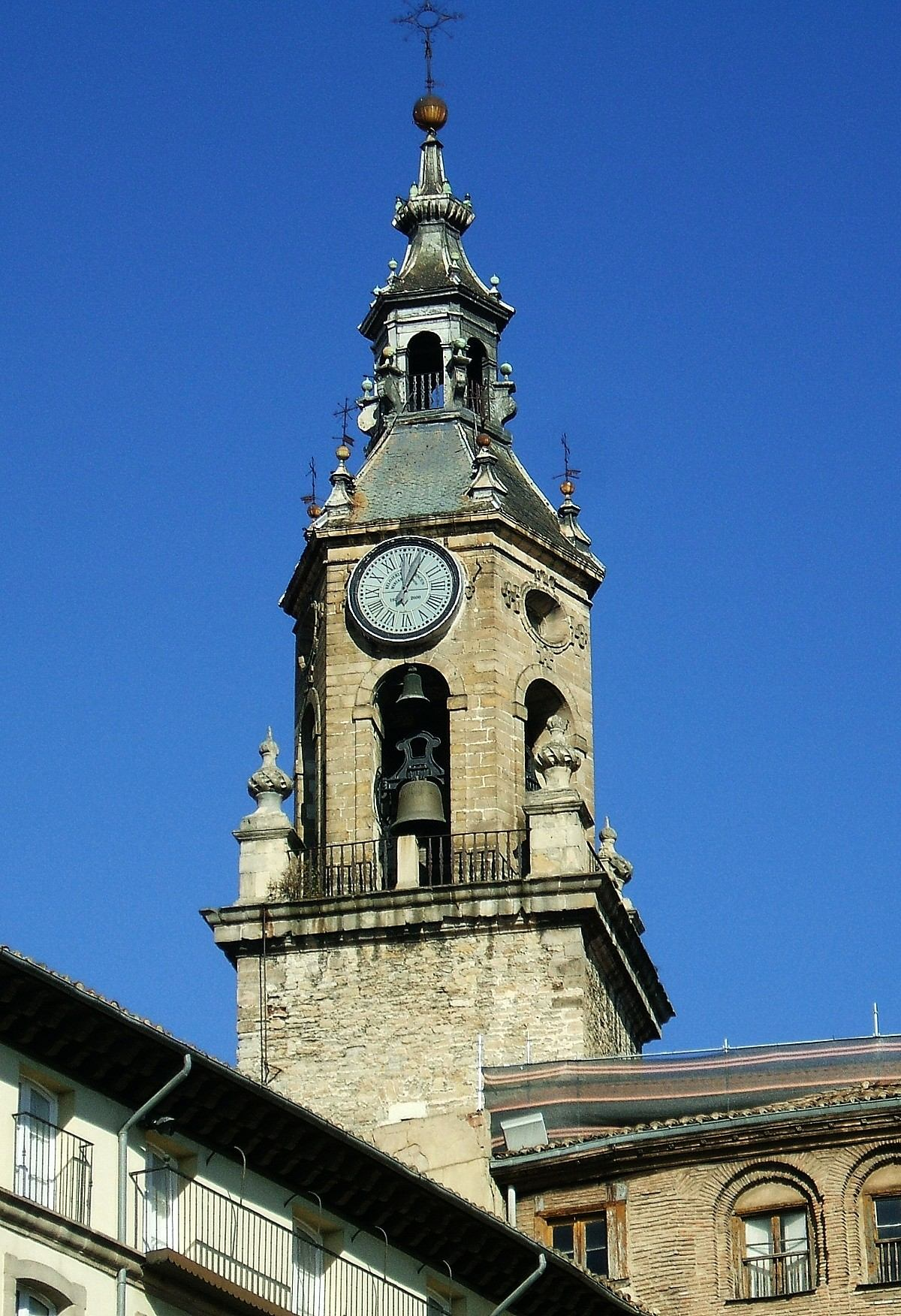
Torre des de la plaça de la Virgen Blanca.
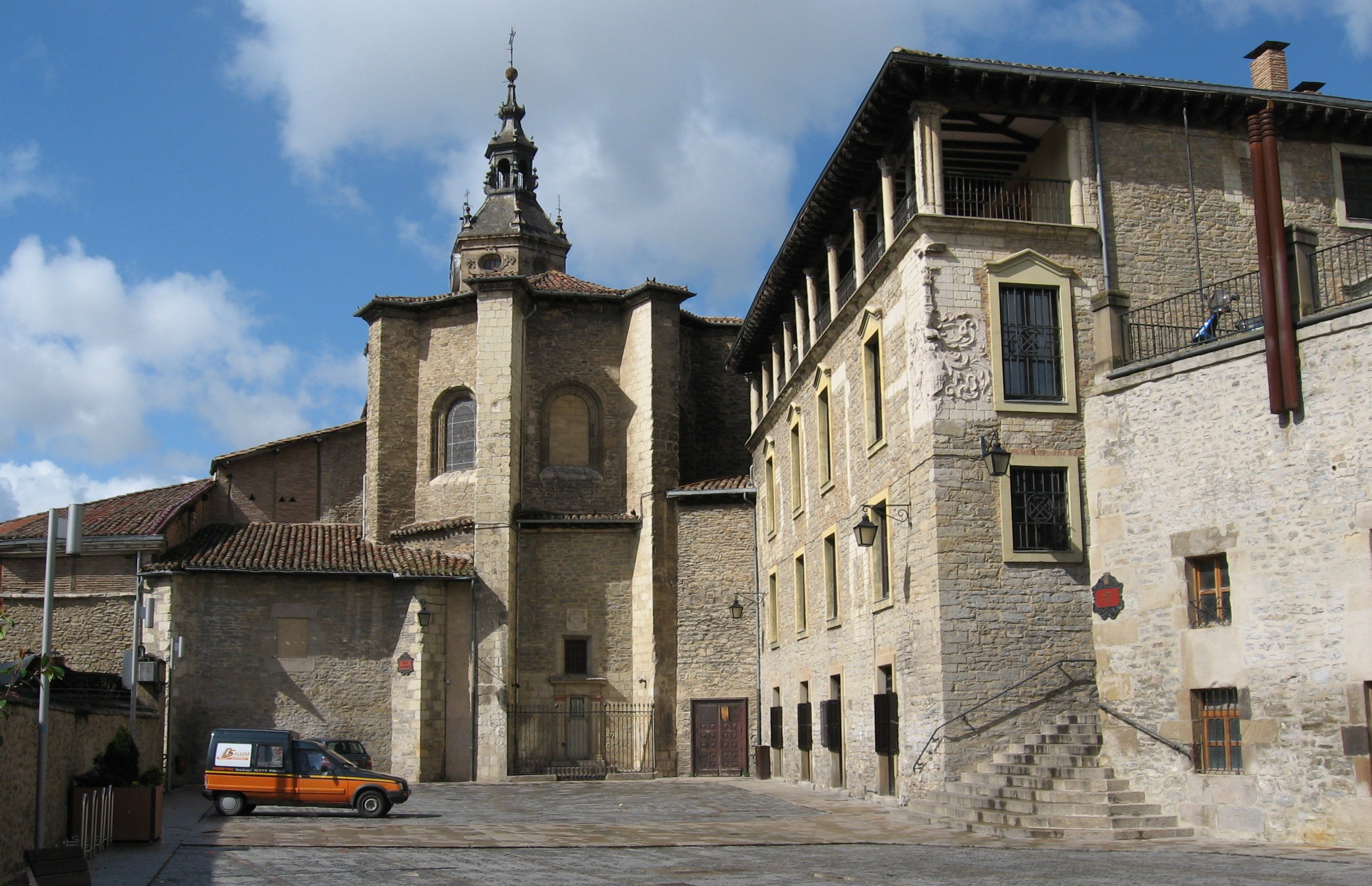
Àbside des de la plaça del Machete.
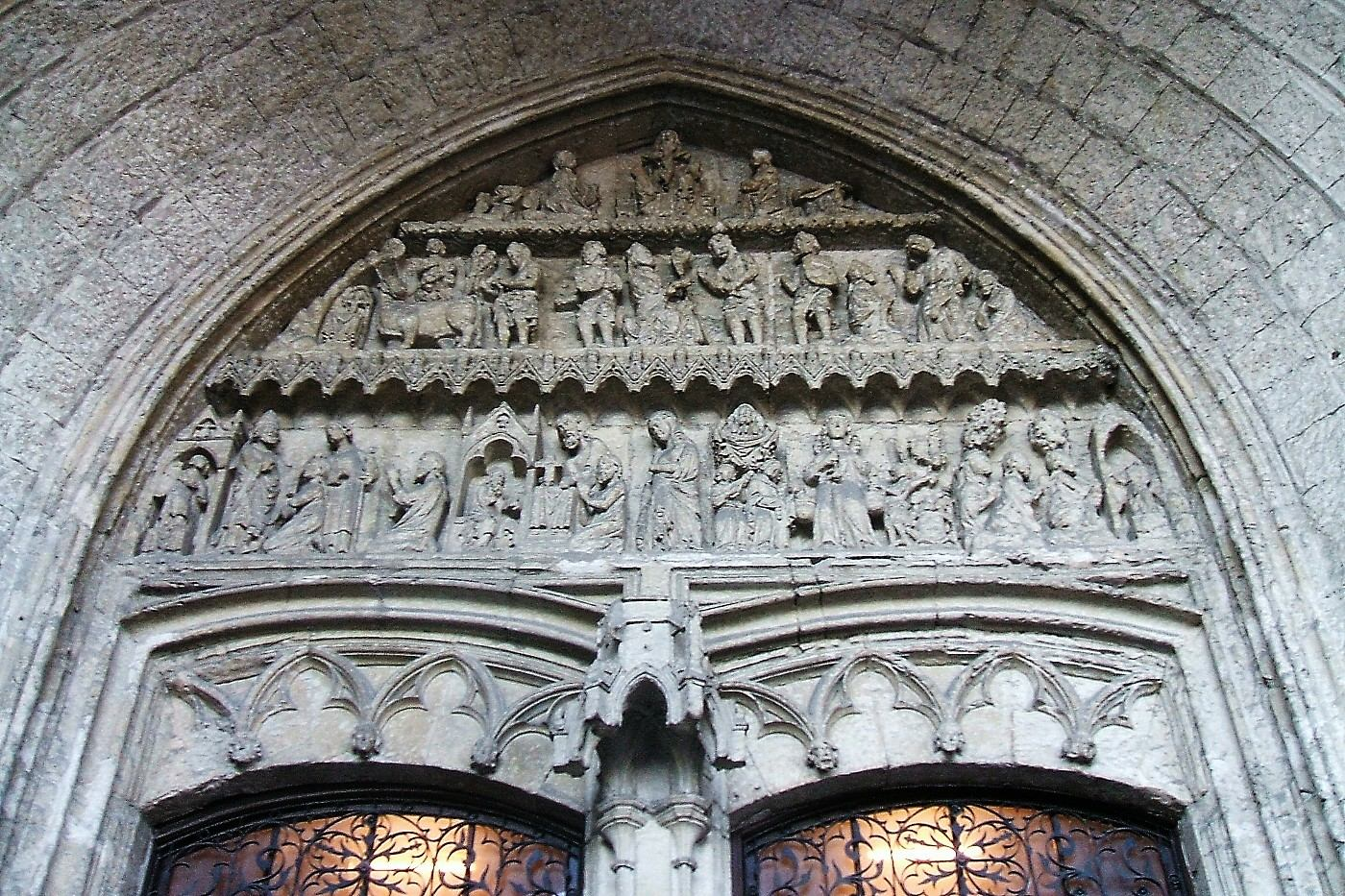
Timpà de la portada.
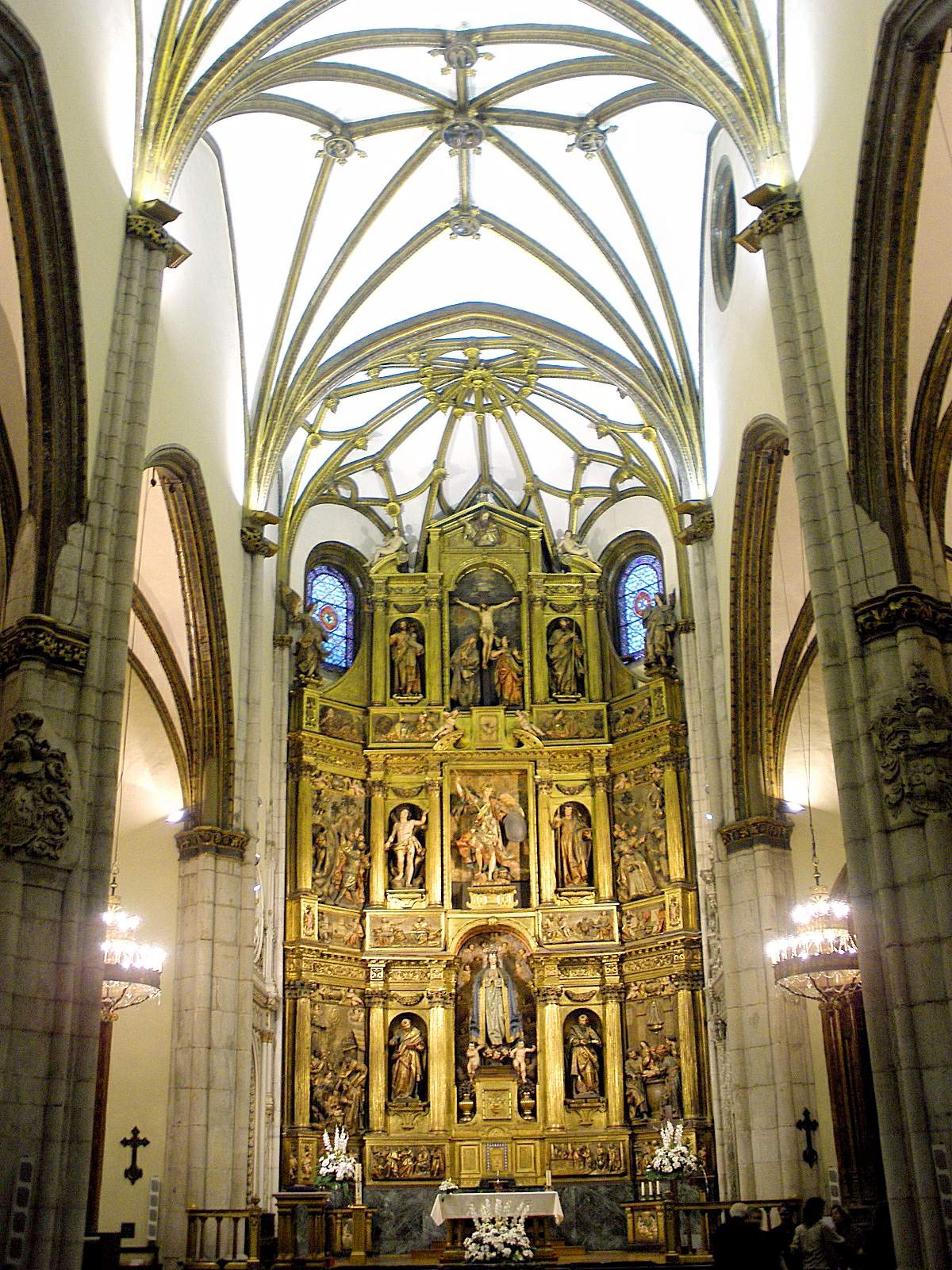
Capçalera.
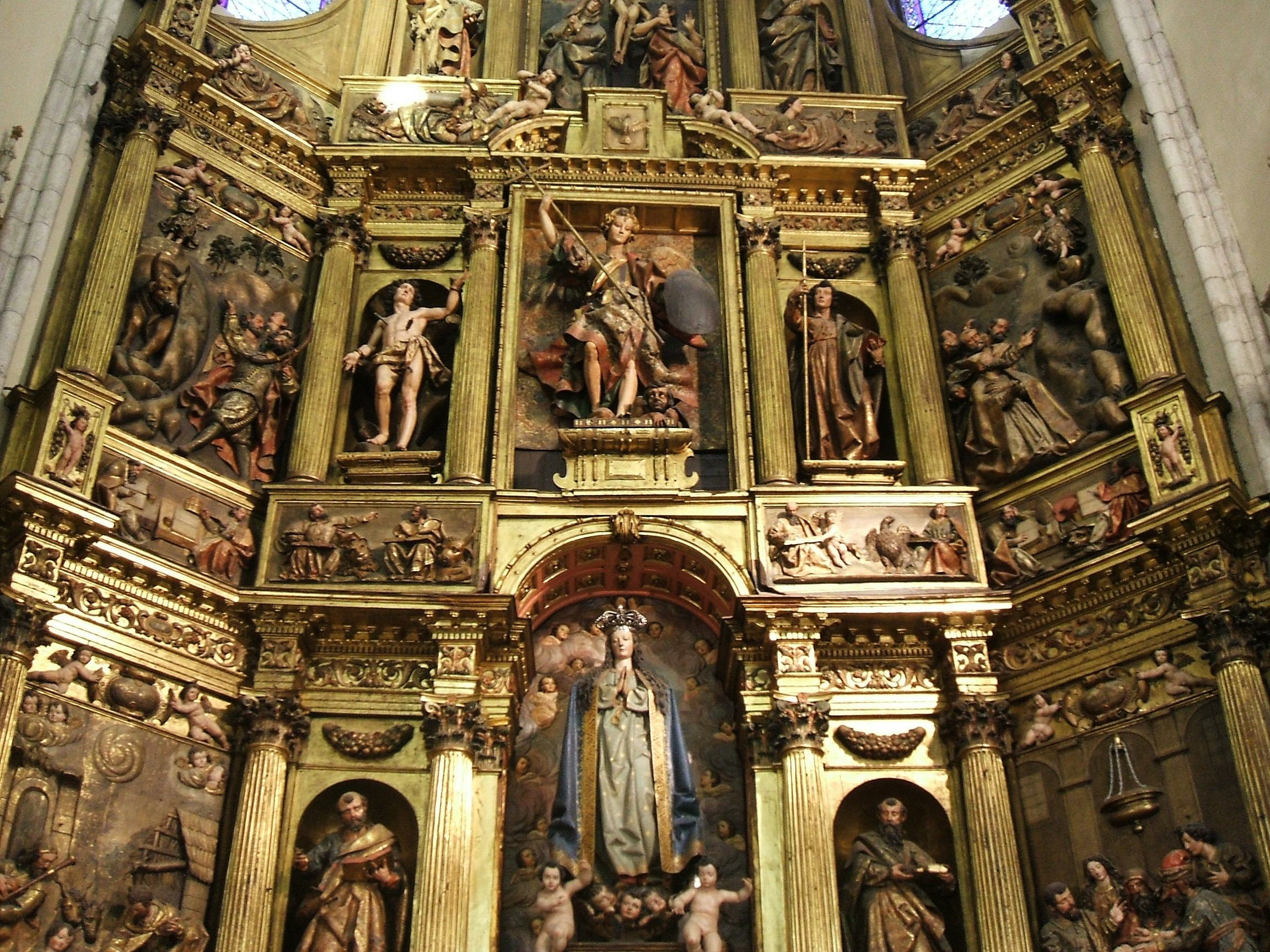
Retaule mayor de Gregorio Fernández.
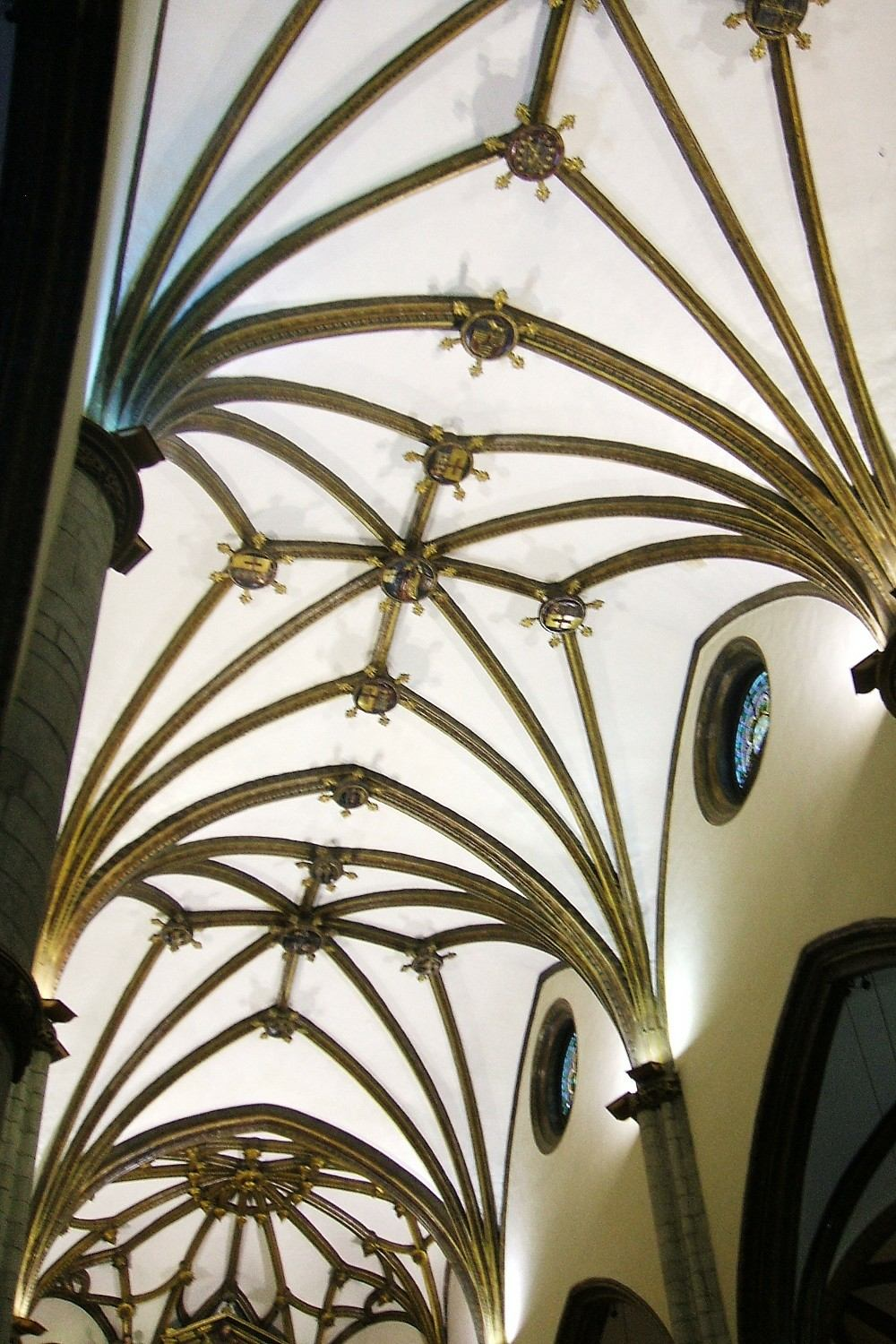
Voltes de la nau central.